# Andescanastero
De Andescanastero (Asthenes modesta) is een zangvogel uit de familie Furnariidae (ovenvogels).

## Verspreiding en leefgebied
Deze soort komt voor in Peru via zuidelijk Argentinië en telt zeven ondersoorten:
- A. m. proxima: centraal en zuidelijk Peru.
- A. m. modesta: zuidwestelijk Peru, westelijk Bolivia, noordelijk Chili en noordwestelijk Argentinië.
- A. m. hilereti: Tucumán en Catamarca (noordwestelijk Argentinië).
- A. m. rostrata: centraal Bolivia.
- A. m. serrana: het westelijk deel van Centraal-Argentinië.
- A. m. cordobae: Centraal-Argentinië.
- A. m. australis: centraal en zuidelijk Chili en centraal en zuidelijk Argentinië.

## Status
De grootte van de populatie is niet gekwantificeerd maar de soort wordt omschreven als algemeen. Op de Rode lijst van de IUCN heeft deze soort de status niet bedreigd.